# VTK
O VTK (Visualization ToolKit) é um software livre, do tipo código aberto, para computação gráfica 3D, processamento de imagem e visualização utilizado por milhares de investigadores em todo o mundo. 
O VTK consiste numa biblioteca de classes, implementada e desenvolvida em linguagem C++ utilizando os princípios de programação orientada ao objecto e é independente da plataforma de desenvolvimento (MS Windows, Unix, Macintosh). Possuí também várias interfaces para linguagens interpretadas, que permitem desenvolver aplicações noutras linguagens para além de C++, como Tcl/Tk, Java e Python. Com o seu código fonte em C++ disponibilizado livremente, foi desenvolvido para ser facilmente expansível. Novas classes podem ser facilmente implementadas com o apoio da vasta documentação disponibilizada no código e nas páginas do manual e on-line. 
Por outro lado, o VTK não possui um motor gráfico muito rápido, necessitando de um sistema computacional com algumas capacidades para o utilizar esta biblioteca com eficácia